# Communauté de communes du pays d'Hasparren
Pour les articles homonymes, voir CCPH.
La communauté de communes du pays de Hasparren est une ancienne communauté de communes française, située dans le département des Pyrénées-Atlantiques et la région Nouvelle-Aquitaine. Elle était composée de onze communes.

## Composition
La communauté de communes regroupait onze communes :
| Nom                     | Code Insee | Gentilé           | Superficie (km2) | Population (dernière pop. légale) | Densité (hab./km2) |
| ----------------------- | ---------- | ----------------- | ---------------- | --------------------------------- | ------------------ |
| Hasparren (siège)       | 64256      | Hazpandar         | 77,01            | 6 367 (2014)                      | 83                 |
| Ayherre                 | 64086      | Aihertar          | 27,65            | 1 020 (2014)                      | 37                 |
| La Bastide-Clairence    | 64289      | Bastidòt/Bastidar | 23,39            | 1 016 (2014)                      | 43                 |
| Bonloc                  | 64134      | Lekuindar         | 1,02             | 369 (2014)                        | 362                |
| Briscous                | 64147      | Beskoiztar        | 31,29            | 2 655 (2014)                      | 85                 |
| Hélette                 | 64259      | Heletar           | 23,45            | 727 (2014)                        | 31                 |
| Isturits                | 64277      | Izturiztar        | 13,60            | 484 (2014)                        | 36                 |
| Macaye                  | 64364      | Makear            | 19,75            | 554 (2014)                        | 28                 |
| Mendionde               | 64377      | Lekondar          | 21,47            | 835 (2014)                        | 39                 |
| Saint-Esteben           | 64476      | Donoztiritar      | 13,71            | 455 (2014)                        | 33                 |
| Saint-Martin-d'Arberoue | 64489      | Donamartiritar    | 14,69            | 320 (2014)                        | 22                 |

## Administration
| Période                                  | Période          | Identité           | Étiquette | Qualité                                        |
| ---------------------------------------- | ---------------- | ------------------ | --------- | ---------------------------------------------- |
| Les données manquantes sont à compléter. |                  |                    |           |                                                |
| 2001                                     | 2008             | Jean Falagan       | DVG       | Maire de Briscous (1989 → 2008)                |
| 2008                                     | 2014             | Pierre Haïçaguerre | REG       | Maire de Saint-Martin-d'Arberoue (1995 → 2014) |
| 2014                                     | 31 décembre 2016 | Pascal Jocou       |           | 1er adjoint au maire de Briscous (? → 2019)    |

## Compétences

### Compétences obligatoires
Aménagement de l’espace
- Recherche et définition de la cohérence des politiques communales en matière d'utilisation de l'espace par le biais d’avis consultatif lors de l’élaboration des plans locaux d’urbanisme (PLU) et des cartes communales ;
- Élaboration du schéma de cohérence territoriale (SCOT) ;
- Constitution de réserves foncières à la demande des communes ;
- Mise en place d'un Système d'information géographique (SIG) intercommunal.

Développement économique
- Aménagement et gestion de zones d’activités économiques futures dont l'emprise foncière est supérieure à un hectare et des zones d’aménagement concerté (ZAC) y afférent ;
- Aménagement et gestion des extensions d'une surface supérieure à un hectare des zones d’activités économiques (les extensions successives étant prises en compte et cumulées) ;
- Accompagnement de l'animation économique du territoire dans les domaines de l'agriculture, de l’industrie, du commerce et de l’artisanat ;
- Création et gestion de pépinières et d'hôtels d’entreprises ainsi que de centres d’appui aux entreprises ;
- Élaboration de contrats pluri-annuels de développement avec les différents partenaires (Union Européenne, État, Région, Département).
- Action de promotion touristique avec notamment la création et la gestion d'un Office de Tourisme intercommunal.

### Compétences optionnelles
Protection et mise en valeur de l’environnement
- Collecte et traitement de déchets ménagers et assimilés ;
- Entretien et aménagement des cours d’eau : en ce qui concerne la rivière Ardanavy, cette compétence sera exercée par la communauté de communes exclusivement en partie amont de la route départementale 312 ;
- Aménagement et entretien des sentiers de randonnée répertoriés dans le Plan local de randonnée ;
- Mission d'études et de conseil, s’inscrivant dans une cohérence globale et à l’échelle de massifs, en matière de forêt, de reboisement et d'espace pastoral ;
- Accompagnement d'initiatives visant à la mise en œuvre d'actions en faveur du développement durable.

Politique du logement et du cadre de vie
- Étude et réalisation d’Opérations programmées d'amélioration de l'habitat (OPAH) et d’un Programme local de l'habitat (PLH) en accord avec les communes concernées ;
- Élaboration d'une charte patrimoniale et paysagère ;
- Accompagnement d’organismes œuvrant dans le domaine de l’information sur le logement.

Action sociale d'intérêt communautaire
- Définition et mise en place d’actions nouvelles à destination de la petite enfance :
- Définition et mise en place d’actions nouvelles à destination des personnes âgées ;
- Réflexion sur l’amélioration ou la mise en place au sein du territoire infra-communautaire et en direction de l'agglomération urbaine de modes de transports collectifs y compris pour les personnes à mobilité réduite ;
- Encouragement et soutien à des actions en faveur de l'économie solidaire.

### Compétences facultatives
- Participation aux dépenses du centre de secours dont relèvent les communes associées ainsi qu’aux dépenses du SDIS ;
- Définition d’une politique culturelle au niveau communautaire et le cas échéant, mise en œuvre de son développement ;
- Contribution au développement des technologies de l'information et de la communication ;
- Favoriser l'échange d'informations sur des problématiques communes à l'ensemble des collectivités du territoire.